# Sexe transactionnel
Le sexe transactionnel fait référence aux relations sexuelles dans lesquelles l'offre et / ou la réception de cadeaux, d'argent ou d'autres services est un facteur important. Les participants ne se définissent pas nécessairement en termes de prostituées / clients, mais souvent en tant que copines / petits amis, voire de sugar babies / sugar daddies,. Ceux qui offrent des relations sexuelles peuvent ou non ressentir de l'affection pour leur partenaire.
Le sexe transactionnel est un sur-ensemble du travail du sexe, en ce que l'échange de récompense monétaire contre le sexe comprend un ensemble plus large d'obligations (généralement non maritales) qui n'impliquent pas nécessairement un paiement ou un cadeau prédéterminé, mais où il existe une motivation certaine à en bénéficier matériellement avant de consentir à l'échange sexuel.

## En Afrique subsaharienne
L'omniprésence du sexe transactionnel en Afrique subsaharienne, courante dans les relations non maritales dans toutes les catégories de revenus, est étroitement liée aux attentes socioculturelles du genre, selon lesquelles un homme est censé agir en tant que donateur pour ses partenaires, et les femmes attendent une compensation pour « donner » du sexe. Cela se traduit par des hypothèses d'échange implicites, par lesquelles un homme peut par exemple acheter un verre à une femme et son acceptation implique une volonté d'avoir des relations sexuelles. Les relations sexuelles transactionnelles deviennent également un vecteur de migration dans des endroits où les femmes plus jeunes ont des relations intimes avec des hommes plus âgés, par exemple en Europe ou en Amérique du Nord.
Le consensus général parmi ceux qui étudient le sexe transactionnel est qu'il est associé aux effets combinés de la pauvreté, à l'influence du consumérisme occidental, aux différences de pouvoir économique entre les hommes et les femmes et à l'effondrement des coutumes traditionnelles africaines du mariage impliquant la dot. Certains chercheurs associent également le sexe transactionnel à l'utilisation du pouvoir érotique féminin et de nouvelles stratégies intergénérationnelles et soutiennent que ceux-ci font partie d'une économie morale plus large où l'argent que les jeunes femmes gagnent du sexe transactionnel est redistribué à leurs proches et à leurs pairs,,.
Bien que ces relations soient courantes en Afrique subsaharienne, elles sont également de plus en plus courantes dans d'autres parties du monde, telles que l'Asie du Sud-Est.